# Dạ-xoa
Dạ-xoa (chữ Hán: 夜叉; tiếng Phạn: यक्ष yakṣa; tiếng Pali: yakkha), cũng được gọi là Dược-xoa, là một trong tám bộ chúng (Bát bộ chúng) trong Phật giáo, là một nhóm các linh hồn thiên nhiên to lớn, thường nhân từ, nhưng đôi khi nghịch ngợm hoặc thất thường, kết nối với nước, sự màu mỡ, cây cối, rừng, kho báu và các nơi hoang dã. Dạ-xoa xuất hiện trong Hindu, đạo Kỳ Na và văn bản Phật giáo, cũng như các ngôi đền thời cổ đại và trung cổ của Nam Á và Đông Nam Á như thần hộ mệnh. Hình thức giống cái của từ này là yakṣī hoặc yakshini (tiếng Phạn: यक्षिणी yakṣiṇī; Pali:Yakkhini).
Kinh tạng Phật giáo có khi nhắc đến loài này, gồm hai loại chính1. Trong thần thoại Ấn Độ, Dạ xoa là một loại thần linh nửa thần, có nhiều năng lực gần giống như chư thiên;
2. Một loài ma quỷ hay phá các người tu hành bằng cách gây tiếng động ồn ào trong lúc họ thiền định.

## Dạ xoa thuở đầu
Trong nghệ thuật sơ khai của Ấn Độ, namyakṣas được miêu tả như một chiến binh đáng sợ hoặc mập mạp, chắc nịch và giống người lùn.Yakṣiṇī được miêu tả là những thiếu nữ xinh đẹp với khuôn mặt tròn phúc hậu, ngực và hông đầy đặn

### Kubera

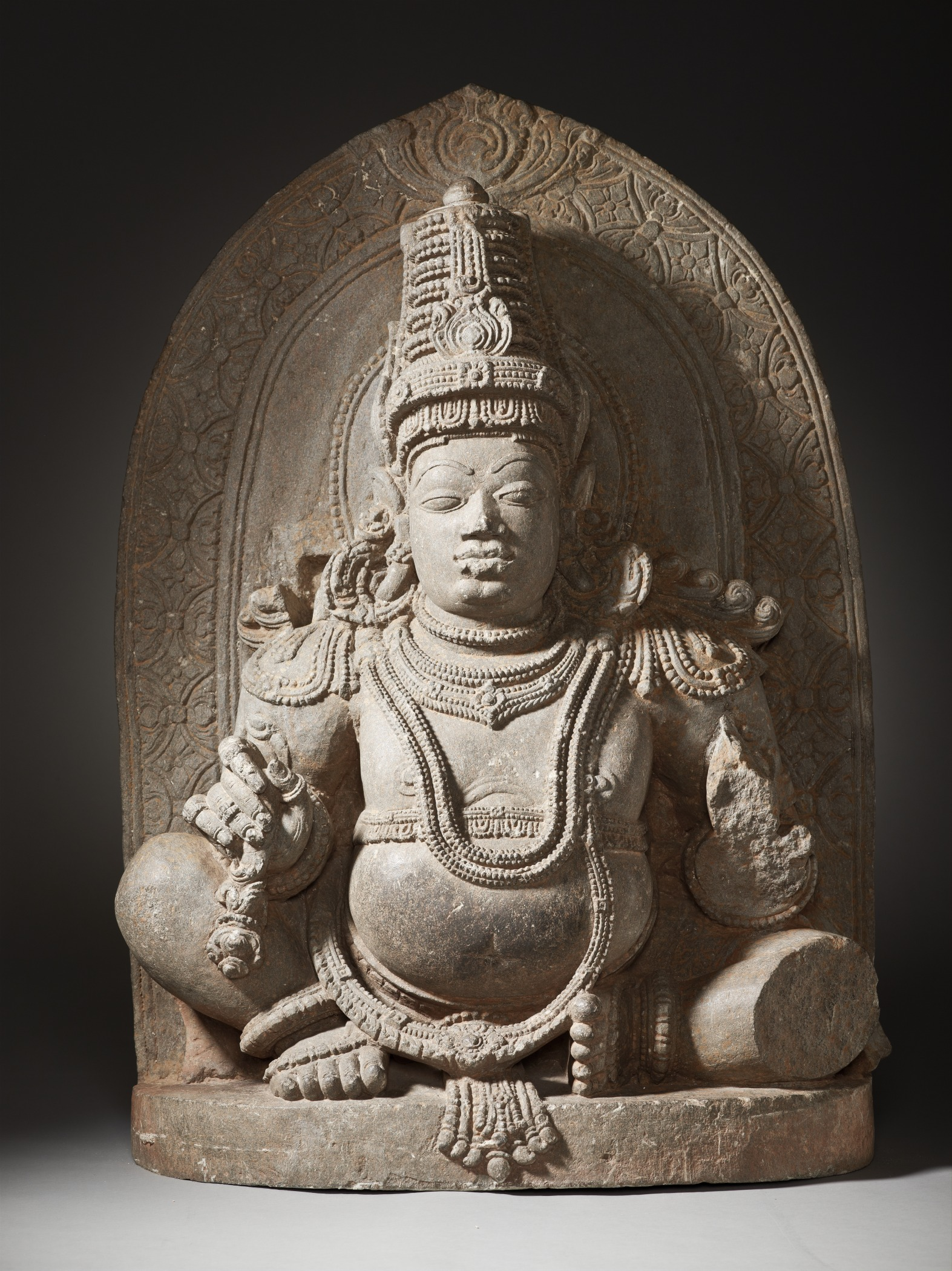
Kubera, Thần giàu có, LACMA

Trong đạo Hindu, đạo Phật và đạo Kỳ Na, Kubera, vị thần của sự giàu có và thịnh vượng, được coi là vua của dạ xoa. Ông được coi là nhiếp chính của phương Bắc (Dikapāla) và là người bảo vệ thế giới (Lokapāla).

## Dạ xoa trong Phật giáo

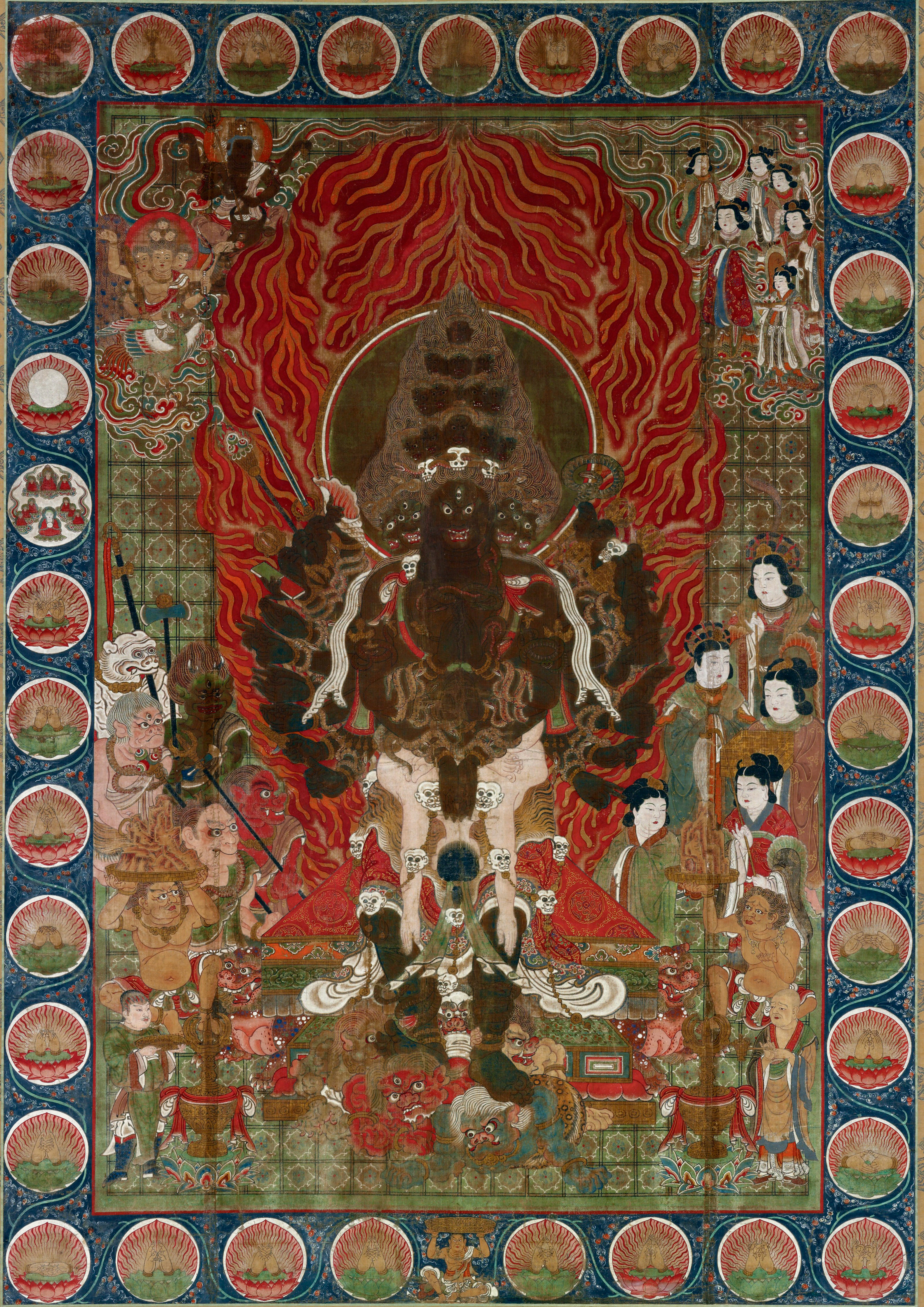
Tranh vẽ Āṭavaka, một dạ xoa đã thách thức Đức Phật

Trong văn học Phật giáo, yakṣa là những thị giả của Vaiśravaṇa (Đa Văn Thiên Vương), người giám hộ của khu vực phía bắc, một vị thần nhân từ, người bảo vệ chính nghĩa. Thuật ngữ này cũng dùng để chỉ Mười hai vị Thiên tướng người canh giữ Bhaiṣajyaguru, Đức Phật Dược Sư. Dạ xoa trong nhiều câu chuyện Phật giáo là những yêu tinh xấu xí, tái sinh trong hình dạng đó vì những tội lỗi đã phạm trong kiếp trước của họ khi làm người.

## Dạ xoa trong Kỳ Na giáo

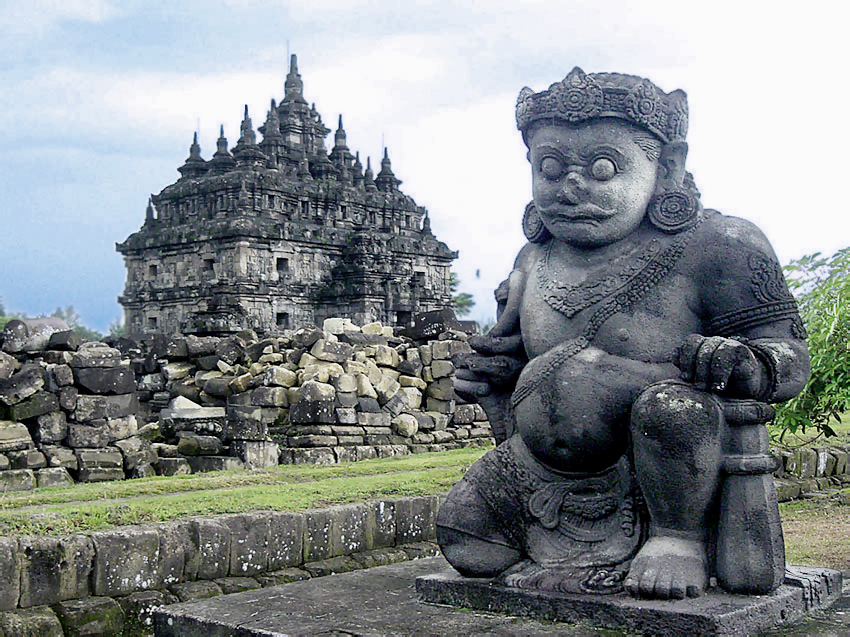
Dạ xoa làm người bảo vệ cổng (dvarapala) tại chùa Plaosan ở Indonesia

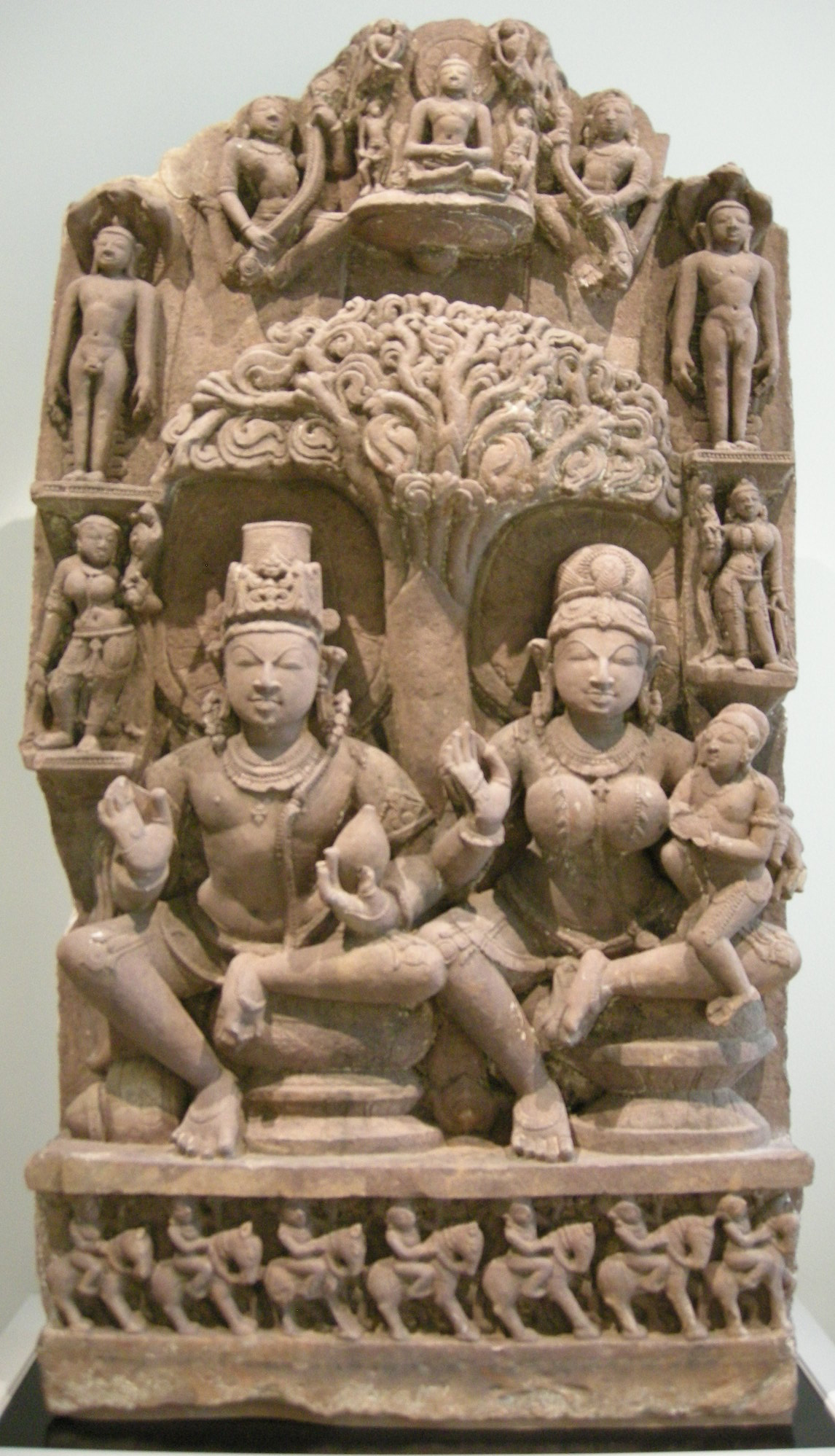
Cặp Yaksha và Yakshini Sarvānubhūti và Kuṣmāṇḍinī, với Tirthankaras.

Kỳ Na giáo chủ yếu duy trì hình ảnh sùng bái của Arihant và Tirthankara, những người đã chinh phục những đam mê bên trong và đạt được moksha. Yakshas và yakshinis được tìm thấy thành cặp xung quanh các hình tượng sùng bái của Jinas, đóng vai trò như các vị thần hộ mệnh. Yaksha thường ở bên tay phải của hình ảnh Jina trong khi yakshini ở bên tay trái. Họ chủ yếu được coi là những tín đồ của người Kỳ Na và có sức mạnh siêu nhiên. Họ cũng lang thang qua các chu kỳ sinh và tử giống như những linh hồn trần thế, nhưng có sức mạnh siêu nhiên.

### Shasan devatas ở Kỳ Na giáo
Trong Kỳ Na giáo, có hai mươi bốn dạ xoa và hai mươi bốn dạ xoa đóng vai trò là śāsanadevatā cho hai mươi bốn tirthankara. Những dạ xoa đó là:

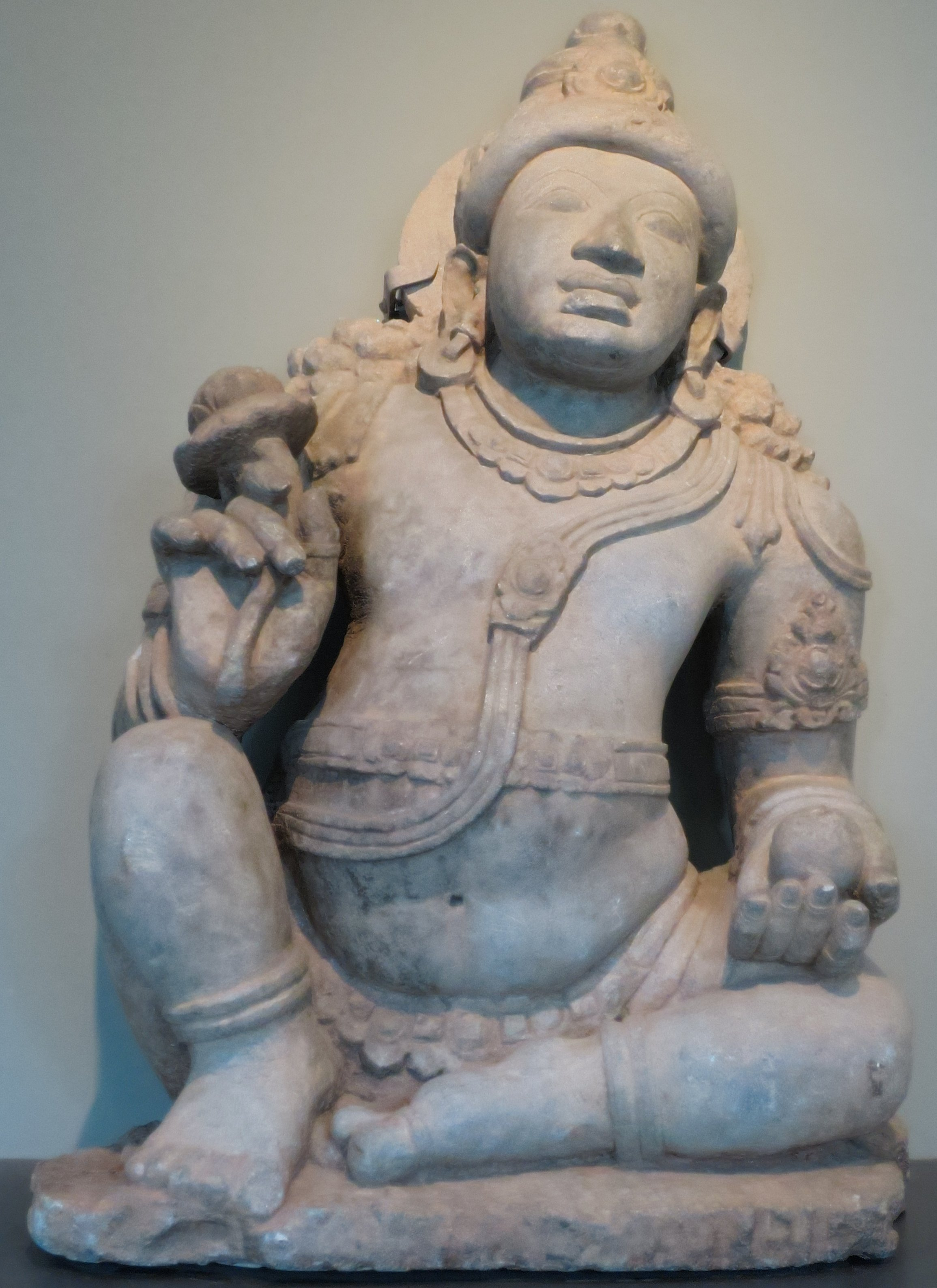
'Digambara Yaksha Sarvahna', Bảo ràng Norton Simon, k. 900 CE

- Gomukha
- Mahayaksha
- Trimukha
- Yaksheshvara hoặc Yakshanayaka
- Tumbaru
- Kusuma
- Varanandi hoặc Matanga
- Vijaya hoặc Shyama
- Ajita
- Brahma hoặc Brahmeshvara
- Ishvara hoặc Yakset
- Kumara
- Dandapani
- Patala
- Kinnara
- Kimpurusha hoặc Garuda
- Gandharva
- Kendra hoặc Yakshendra
- Kubera
- Varuna
- Bhrikuti
- Gomedha hoặc Sarvahna
- Dharanendra hoặc Parshvayaksha
- Matanga

## Hình ảnh

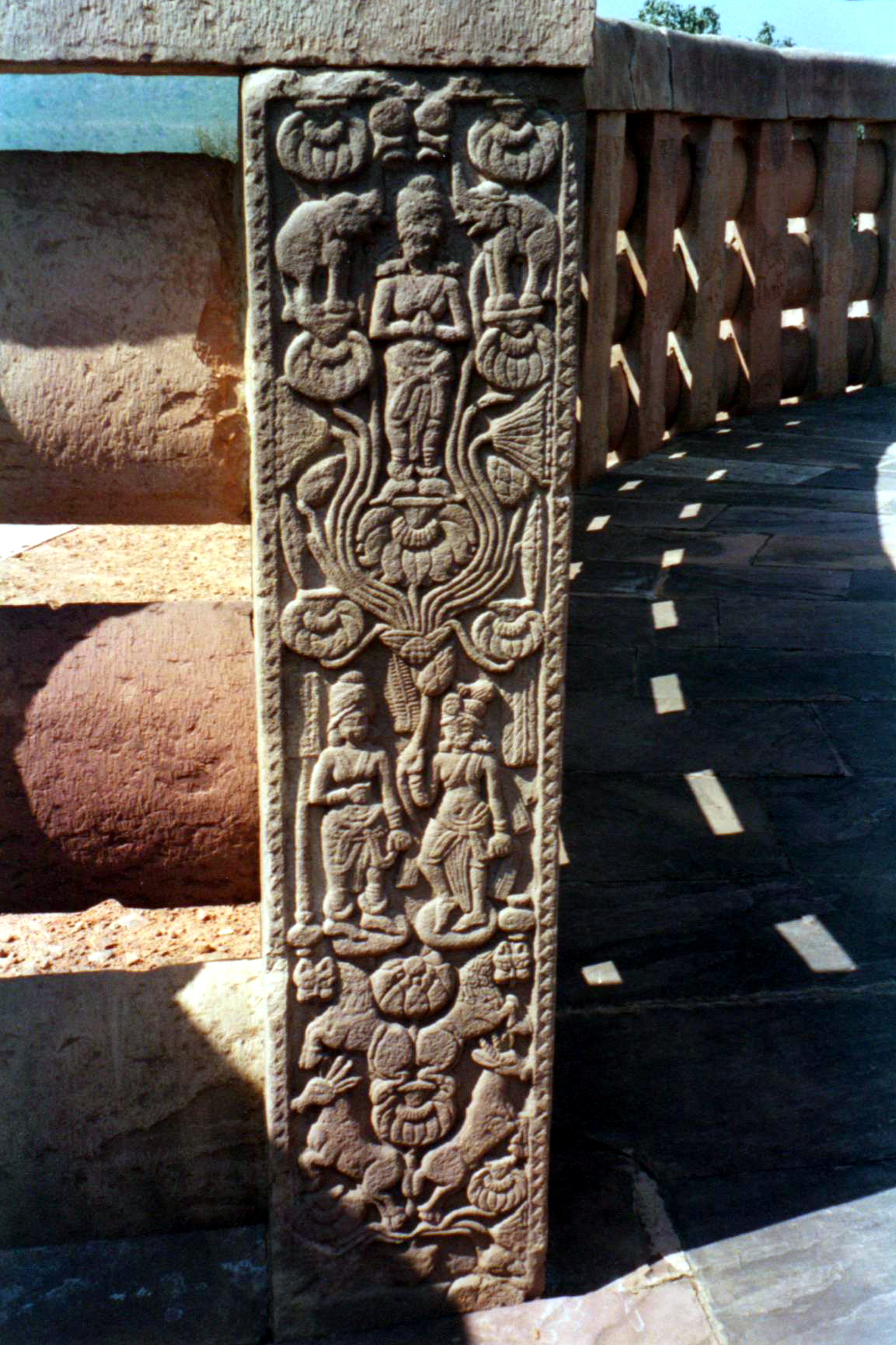
Cặp Yaksha đứng trên lá sen, nam (sic) cầm búp sen và tạo dáng trong shalabhanjika
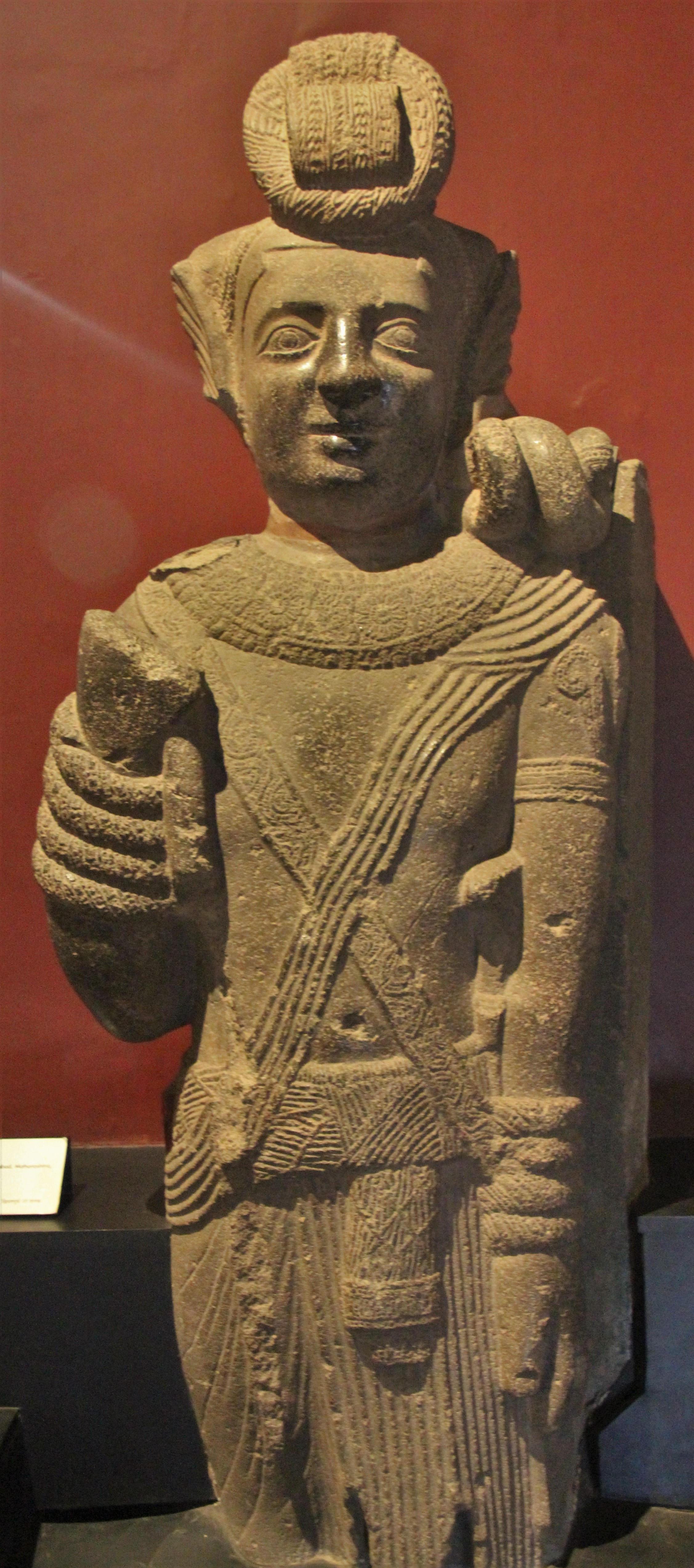
Dvarapala Yaksha làm bằng đá bazan. Tượng được tìm thấy trong hang động Phật giáo (Pitalkhora) và có niên đại vào thế kỷ thứ 2 CN. Được trưng bày trong Bảo tàng Prince of Wales.
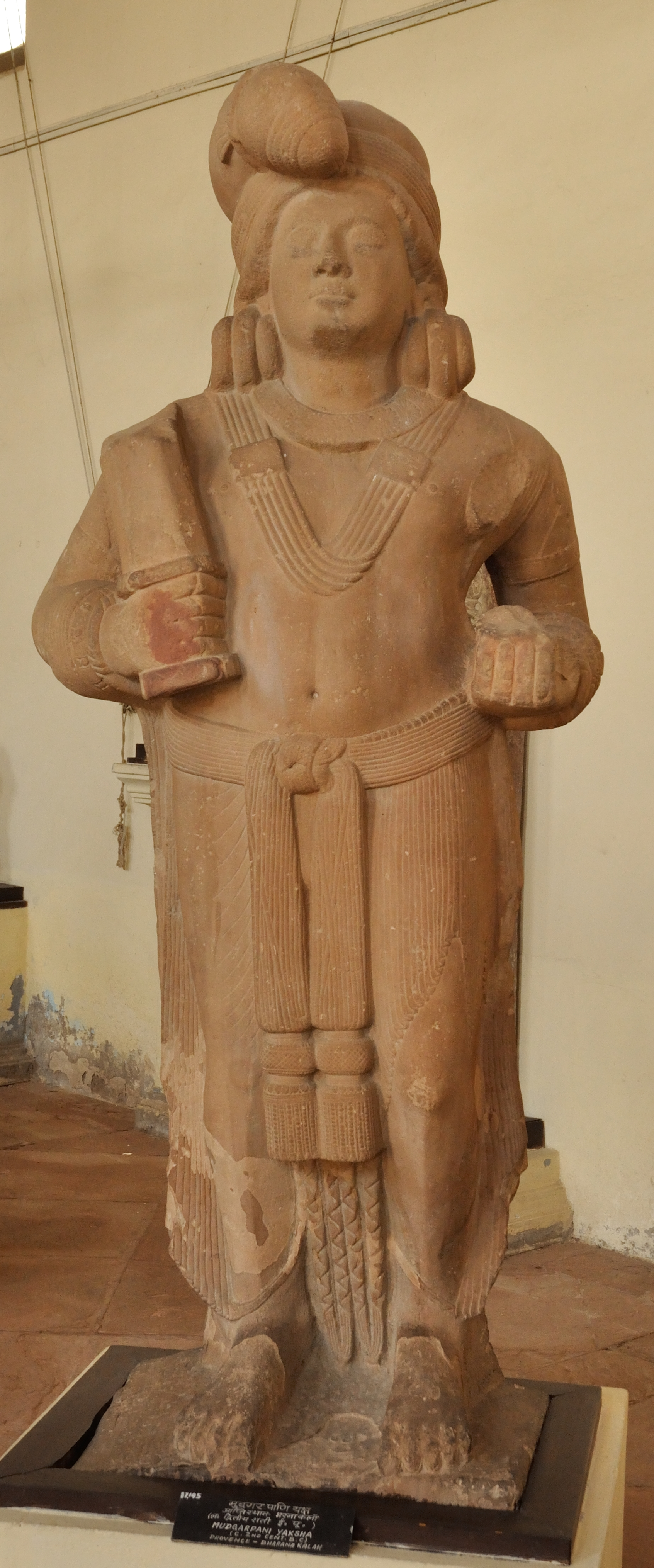
Mudgarpani Yaksha, thế kỷ thứ 2 trước Công nguyên, Bharnakalan, Bảo tàng Mathura.
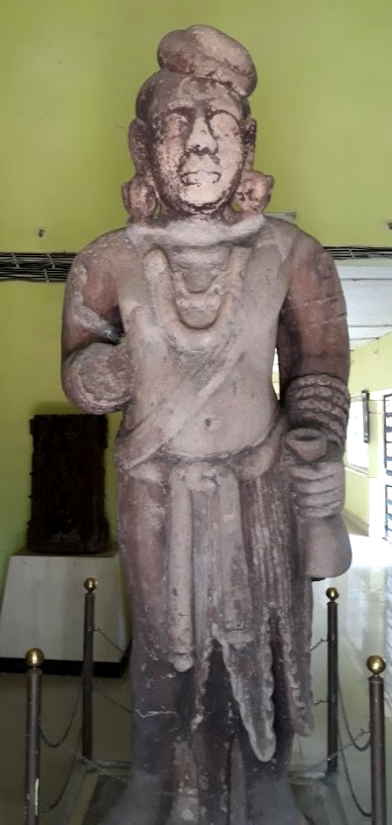
Vidisha Yaksha, thế kỷ thứ 2 trước Công nguyên, Bảo tàng Vidisha.
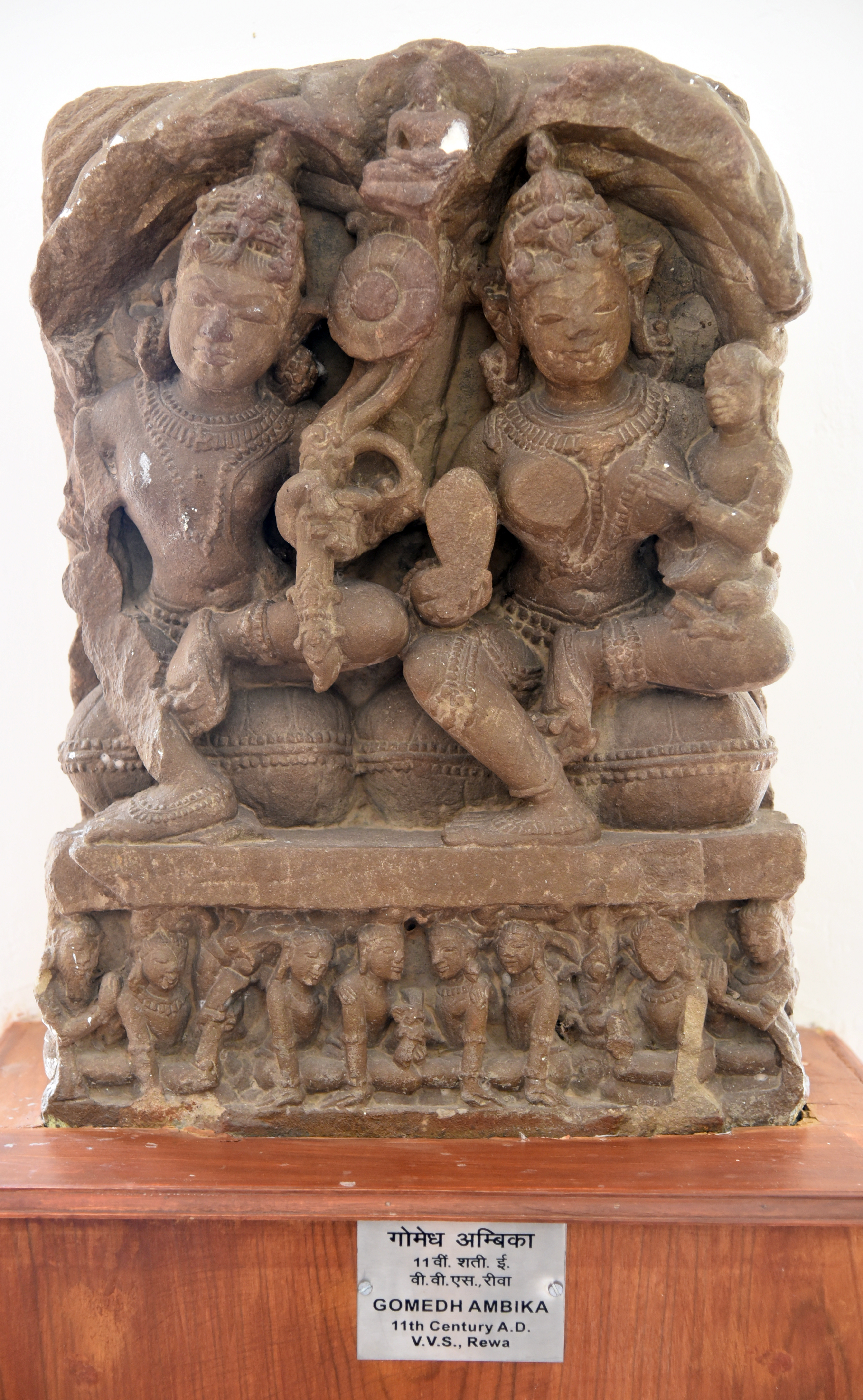
Gomedh và Ambika tại Bảo tàng Maharaja Chhatrasal , thế kỷ 11